# Río Mostazal
El río Mostazal es un curso natural de agua que nace cerca de la frontera internacional de la Región de Coquimbo, fluye en dirección general oeste y desemboca en el río Grande (Limarí). Antiguamente fue llamado Aguas Amarillas.

## Trayecto
El río Mostazal drena las cumbres de la alta cordillera de los Andes.: 279 
El río Los Molles corre casi paralelo y desemboca también en el río Grande.: 10 

## Caudal y régimen
La hoya de los ríos Grande, Mostazal, Tascadero, Guatulame, Cogotí, Combarbalá y Pama tienen un régimen nival con influencia pluvial en la parte baja de la cuenca: los mayores caudales se presentan entre octubre y diciembre, debido a los importantes aportes nivales, salvo en la estación Guatulame en el Tome, ubicada en la desembocadura del río homónimo en el embalse La Paloma, que muestra importantes caudales tanto en invierno y primavera. El período de estiaje es común a toda la subcuenca y ocurre en el trimestre dado por los meses de marzo, abril y mayo.: 62 

Curvas de variación estacional
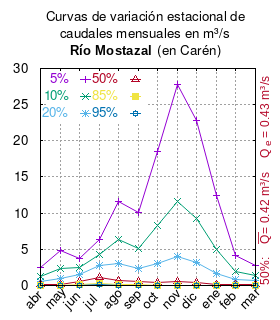
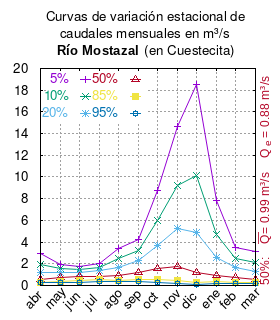

El caudal del río (en un lugar fijo) varía en el tiempo, por lo que existen varias formas de representarlo. Una de ellas son las curvas de variación estacional que, tras largos periodos de mediciones, predicen estadísticamente el caudal mínimo que lleva el río con una probabilidad dada, llamada probabilidad de excedencia. La curva de color rojo ocre (con {\displaystyle {\color {Red}\vartriangle }}) muestra los caudales mensuales con probabilidad de excedencia de un 50 %. Esto quiere decir que ese mes se han medido igual cantidad de caudales mayores que caudales menores a esa cantidad. Eso es la mediana (estadística), que se denota Qe, de la serie de caudales de ese mes. La media (estadística) es el promedio matemático de los caudales de ese mes y se denota {\displaystyle {\overline {Q}}}.
Una vez calculados para cada mes, ambos valores son calculados para todo el año y pueden ser leídos en la columna vertical al lado derecho del diagrama. El significado de la probabilidad de excedencia del 5 % es que, estadísticamente, el caudal es mayor solo una vez cada 20 años, el de 10 % una vez cada 10 años, el de 20 % una vez cada 5 años, el de 85 % quince veces cada 16 años y la de 95 % diecisiete veces cada 18 años. Dicho de otra forma, el 5 % es el caudal de años extremadamente lluviosos, el 95 % es el caudal de años extremadamente secos. De la estación de las crecidas puede deducirse si el caudal depende de las lluvias (mayo-julio) o del derretimiento de las nieves (septiembre-enero).

## Historia
Al parecer, el río fue llamado Aguas Amarillas, el nombre de una de las subdelegaciones de la entonces comuna Carén, a fines del siglo XIX.
Francisco Solano Asta-Buruaga y Cienfuegos escribió en 1899 en su obra póstuma Diccionario Geográfico de la República de Chile sobre el río:
Agua Amarilla.—Riachuelo del departamento de Ovalle, afluente del Río Grande del mismo. Nace en lo alto de los Andes por los 30° 46 ' Lat. y 70 ° 25 ' Lon. á 4,286 metros sobre el nivel del Pacífico. Corre con rápido curso, entre quebradas estrechas, más ó menos al SO. y en seguida al O. á desembocar en la derecha del indicado Rio Grande, á corto trecho más abajo de la aldea de Carén. Recorre un angosto valle fértil en que se halla la aldea de su título, el fundo del Mostazal y pequeñas propiedades cultivadas.
Luis Risopatrón lo describe en su Diccionario Jeográfico de Chile de 1924:
Mostazal (Rio) 30° 50' 70° 41'. Es formado por los de Buenaventura i Colorado, que nacen en las faldas W del cordón limitáneo con la Arjentina, corre con una pendiente media de 6,5 % entre la junta de esos rios i El Maqui i afluye a la márjen E del rio Grande, en las cercanías de Caren; presenta vegas aisladas en sus márjenes, entre esa junta i El Panguecillo i varios retazos cultivados, entre este último punto i la quebrada de Saso, al E de El Maiten. Los últimos potreros alfalfados del cajón se encuentran en El Panguecillo. 3, III, p. 257 (Alcedo, 1788); 62, II, p. 279; 63, p. 147; 118, p. 174, 176 i 187; 134; 144 (Cano i Olmedilla, 1775); i 156.